# Aleksandar Zečević
Aleksandar Zečević (* 23. Juni 1975 in Sarajevo, SR Bosnien und Herzegowina) ist ein ehemaliger bosnischer Basketballspieler. Nachdem Zečević seine Karriere in der serbischen Liga begonnen hatte, wechselte er 2001 in die deutsche Basketball-Bundesliga für ein Jahr zu den Telekom Baskets aus Bonn. Über eine Station in Portugal kam er zum Royal Basket Club aus dem belgischen Pepinster, für die er bis 2009 spielte. 2012 beendete er schließlich seine aktive Karriere in Georgien.

## Werdegang
Zečević begann seine Karriere in den Jugendmannschaften von Roter Stern in der serbischen Hauptstadt Belgrad. 1998 stieg er mit dem Zweitligisten KK Hemofarm aus Vršac in die höchste Spielklasse der damaligen Bundesrepublik Jugoslawien auf. In der Spielzeit 2000/01 spielte man international und erreichte die Finalspiele um den europäischen Korać-Cup, die gegen den spanischen Vertreter Unicaja Málaga verloren gingen. Zečević starke persönliche Leistungen mit gut 16 Punkten und fünf Rebounds im Schnitt überzeugten seinen Landsmann Predrag Krunić, Trainer des deutschen Erstligisten Telekom Baskets Bonn, diesen in seine Mannschaft zur BBL-Saison 2001/02 zu holen.  Punktgleich mit dem Hauptrundenersten Opel Skyliners Frankfurt zog man in die Play-offs ein, wo man in der Halbfinalserie gegen den Aufsteiger und Lokalrivalen RheinEnergie Cologne ausschied. International scheiterte man im Saporta-Cup im Viertelfinale gegen den späteren spanischen Finalisten Pamesa Valencia. Anschließend verließ Zečević Deutschland, ein Vertrag beim israelischen Verein Hapoel Jerusalem kam jedoch nicht zustande, so dass er schließlich beim portugiesischen Erstligisten aus Oliveira de Azeméis unterschrieb. Mit diesem gewann er deren bis dahin einzigen nationalen Titel, als man das Pokalfinale gewann.
2003 wechselte Zečević nach Belgien, wo er die folgenden sechs Spielzeiten für den Royal Basket Club aus Pepinster bei Verviers spielte. Als Zweiter der Hauptrunde schied man 2004 in der Halbfinalserie der nationalen Meisterschaft aus, während man im ULEB Cup 2003/04 in einer Vorrundengruppe mit unter anderem den Telekom Baskets Bonn sowie dem späteren Titelgewinner Hapoel Jerusalem nach zehn Spielen ausschied. In der folgenden Spielzeit nahm man an der FIBA Europe League, später EuroChallenge genannt, teil, in der man in der Vorrunde als Tabellenletzter ausschied. Auch national konnte die Mannschaft an die vorhergehenden Erfolge nicht mehr anschließen und landete durchweg im unteren Tabellendrittel. In Zečević’ letzter Spielzeit für den RBC Pepinster wurde man gar 2009 als Neunter Tabellenletzter, auch wenn die höchste belgische Spielklasse damals bereits keinen Absteiger mehr kannte. In der folgenden Spielzeit spielte Zečević noch für einen Monat und vier Spiele für den französischen Zweitligisten Olympique aus Antibes in der LNB Pro B, bevor er zum Saisonende noch einmal in die belgische Liga zu den Bears aus Löwen zurückkehrte. 2012 war Zečević noch einmal in Georgien aktiv für BK Dinamo aus Tiflis.